# الشقيب (المحفد)

تعديل مصدري - تعديل

الشقيب هي إحدى قرى عزلة المحفد بمديرية المحفد التابعة لمحافظة أبين، بلغ تعداد سكانها 377 نسمة حسب تعداد اليمن لعام 2004.